# Комитет обороны Империи
Комитет обороны Империи (англ. Committee of Imperial Defence) — специальная часть правительства Британской империи в период между англо-бурской войной и второй мировой войной. Он отвечал за исследования и некоторую координацию действий в вопросах военной стратегии. Во время его существования для изучения отдельных вопросов создавались специальные подкомитеты (например, доклад Подкомитета по иностранным шпионам 1909 года привёл к созданию MI5 и MI6).
Комитет был создан в 1904 году тогдашним премьер-министром Великобритании Артуром Бальфуром по рекомендации Комиссии Элджина. Этот небольшой и гибкий орган должен был заменить нестабильный Комитет обороны Кабинета министров, который собирался только в периоды кризисов.
Предполагалось, что этот комитет сформирует стратегическое видение по вопросам о будущем армии и флота в условиях их сокращения по окончании Бурской войны. Однако не было сделано ничего для формальной передачи его заключений тем, кто мог бы превратить слова в дела. Этот недостаток вскоре стал очевидным настолько, что был создан Секретариат с сэром Джорджем Кларком во главе. Однако он не желал быть простым передатчиком, и хотел реально определять и воплощать в жизнь политику. После падения правительства Бальфура в 1906 году, когда армия и флот решили взять вопросы своего развития под собственный контроль, планы Кларка рухнули и, не имея поддержки от нового премьер-министра, он покинул свой пост в 1907 году.
Секретариат продолжал существовать, в основном в качестве форума для общения по не очень важным вопросам между теми представителями армии и флота, кому надо было обсудить их между собой или со штатскими. Важность Комитета постепенно стала возрастать, когда его членом стал Мориц Ханки. В 1908 году он был назначен заместителем секретаря по военно-морским вопросам, а в 1912 году стал секретарём Комитета, и оставался в этой должности следующие 26 лет.
В 1914 году Комитет начал действовать как агентство по планированию обороны всей Британской империи, давая при необходимости советы доминионам. Он продолжал исполнять эту роль и в 1920-х. Это была эффективная система для мирного времени, которая лишь давала советы; формальная ответственность оставалась на министерствах и главах родов войск (что помогало сделать их легитимными для действующей бюрократии).
Комитет возглавлялся премьер-министром, его членами обычно были члены кабинета министров, главы родов войск и ключевые представители гражданского сектора; также в мирное время де-факто членами Комитета являлись премьер-министры доминионов.
Комитет прекратил своё существование с началом Второй мировой войны.